# Nu love Herran all den Hednaskara
Nu love Herran all den Hednaskara är en svensk psalm av Jesper Swedberg som bygger på psaltaren 117.

## Publicerad i
- Den svenska psalmboken 1694 som nummer 106 under rubriken "Konung Davids Psalmer".
- Den svenska psalmboken 1695 som nummer 93 under rubriken "Konung Davids Psalmer".[1]